# Barrio San Isidro (Santiago de Chile)

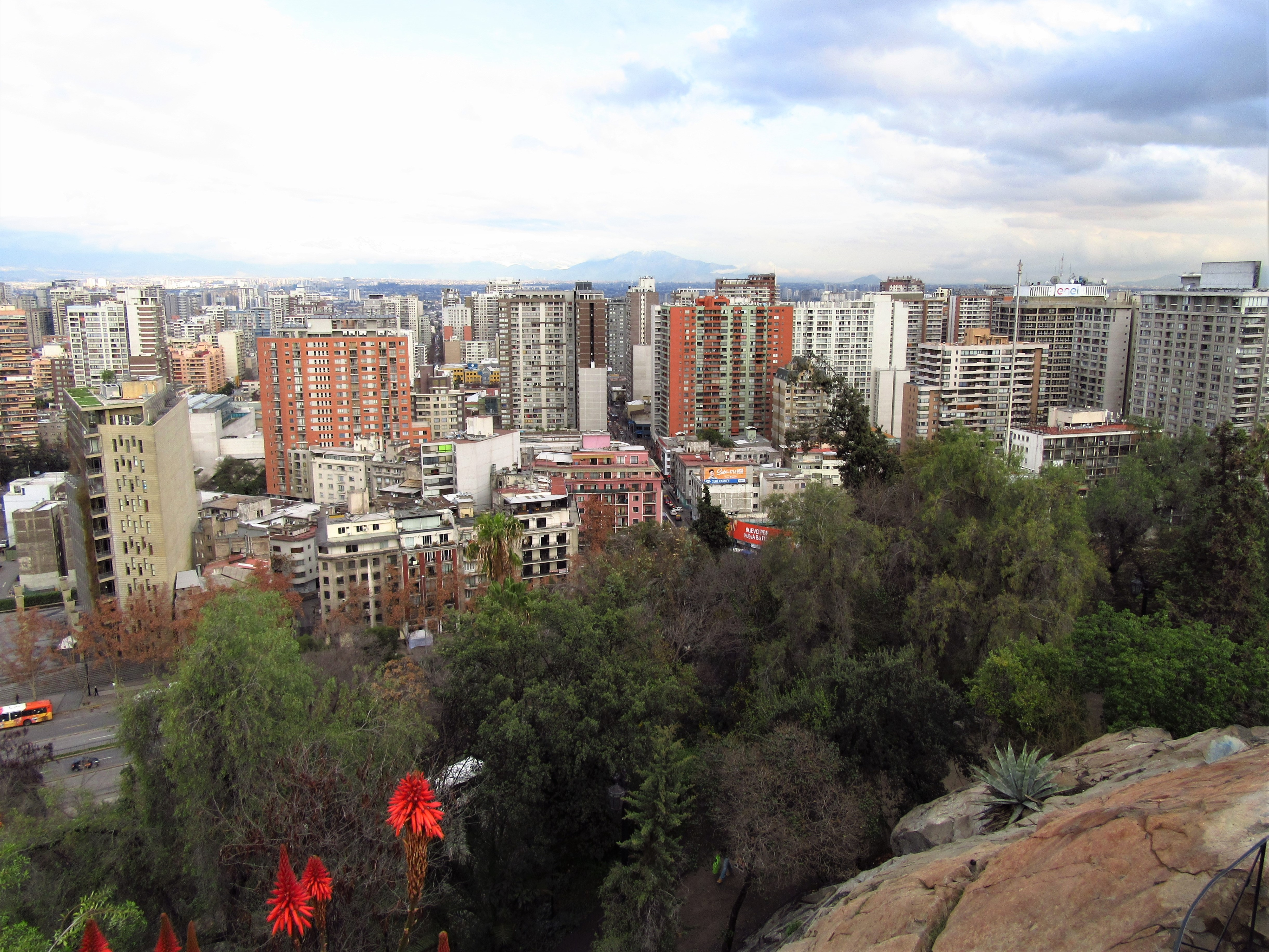
San Isidro desde el mirador del Cerro Santa Lucía.

El Barrio San Isidro es un barrio clásico de Santiago de Chile, ubicado en pleno centro de la ciudad. Este se encuentra entre los barrios Lira y San Francisco, y comprende las calles: Alameda Bernardo O'Higgins al norte; Copiapó al sur; calle Lira al este; y avenida Santa Rosa al oeste.  El flujo peatonal se concentra principalmente en la calle San Isidro al ser la salida de la Estación Santa Lucía.

## Antecedentes
Este barrio se encuentra cercano al barrio cívico de la ciudad. Está rodeado y existen en él iglesias patrimoniales, museos, sitios de interés, edificios estatales y todo tipo de servicios urbanos. El barrio nace al sur del cerro Santa Lucía y se despliegan aquí calles vitales para la ciudad como Carmen, Santa Rosa, Curicó, Santa Isabel y Lira entre otras. El barrio es visitado por muchos turistas que se enfocan en el sector del cerro Santa Lucía y la Feria Artesanal Santa Lucía. En días de semana existe un alto tráfico peatonal por trabajadores, residentes y estudiantes, ya que además de departamentos y oficinas también es un sector donde se encuentran colegios, institutos y universidades.
Existe una alta densidad demográfica, debido entre otros factores a un plan de repoblación de la comuna de Santiago Centro impulsado desde 1990 para atraer a las familias de clase media, cuyos lugares de trabajo o formación se encuentran cercanos. Es por esto que en el sector existe un incremento de construcciones de gran altura y la consiguiente sobrepoblación.

## Historia
Santiago colonial, hacia el sur, era una quebrada con crecidas aguas provenientes del río Mapocho, luego pasó a ser un basural y, al fin del periodo español, se convierte en una explanada llamada El Paseo de la Cañada, actual Alameda Bernardo O'Higgins, que ponía término a la ciudad. No había interés de la población en expandirse lejos del centro, por lo que los terrenos fueron donados a diferentes instituciones. El barrio tenía una panorámica característica de edificios eclesiásticos, por las torres de las iglesias y conventos: San Francisco, El Carmen, San Juan de Dios, San Diego, Las Claras, etc. Al convertirse en una vía urbana principal, surgen los barrios más allá de la Alameda o extramuros, por lo que el barrio San Isidro estaba fuera de los límites de la capital.
El Hospital San Juan de Dios que estaba al lado oriente de la Iglesia de San Francisco y que fue construido en 1552, por orden de Pedro de Valdivia, fue el primer recinto hospitalario de la ciudad hasta cerca de 1780 para la protección a los enfermos. En un principio, se llamó Hospital del Socorro. El Gobernador Alonso de Rivera hace una petición para que arriben padres de la orden de San Juan de Dios, los que dedicaban su vida al cuidado de los enfermos, adoptando el nombre de San Juan de Dios. Este hospital funcionaba en forma paupérrima ya que contaban con muy pocos recursos. Más que un lugar para sanar, era un sitio donde se esperaba la muerte. Al lotearse este recinto, a fines del siglo XVII –a la altura de Santa Rosa y hasta Carmen, con fondo en el Zanjón de la Aguada- pudo surgir un barrio nuevo de tipo campestre, con edificaciones modestas y pobladores pertenecientes a los estratos más bajos de la sociedad, que comprendía las calles Santa Rosa (adquirió este nombre por la congregación a cargo de la Correccional de Mujeres que en ella se instaló, también se llamó Calle de Las Matadas. La explicación a esto, según el Corregidor Zañartu, estaría en que un número indeterminado de prostitutas amanecieron muertas en esta calle que hoy es una de las más importantes, aunque no de las más seguras; posiblemente se deba al cementerio que tuvieron los padres del hospital al sur del establecimiento)  y San Isidro Labrador, en donde se encontraba la Parroquia San Isidro que data de 1686, con un santo ligado al mundo rural, y siendo esta la primera parroquia fundada fuera del casco histórico como un reconocimiento al barrio que se estaba formando. Debido a la cantidad de instituciones que acogían a los necesitados, la calle San Isidro o la calle de “La Pelota” (como la denominó la gente porque muchos se reunían a jugar a la pelota vasca), se convirtió en un lugar donde se refugiaban ladrones y mendigos. Además, a un costado de la parroquia había una plazuela en donde se encontraba un pilón, que era parte de uno de los diez bebederos de la ciudad, por lo que también era habitual ver a caballos y carretones con hortalizas antes de continuar el viaje hacia el mercado de la ciudad. 

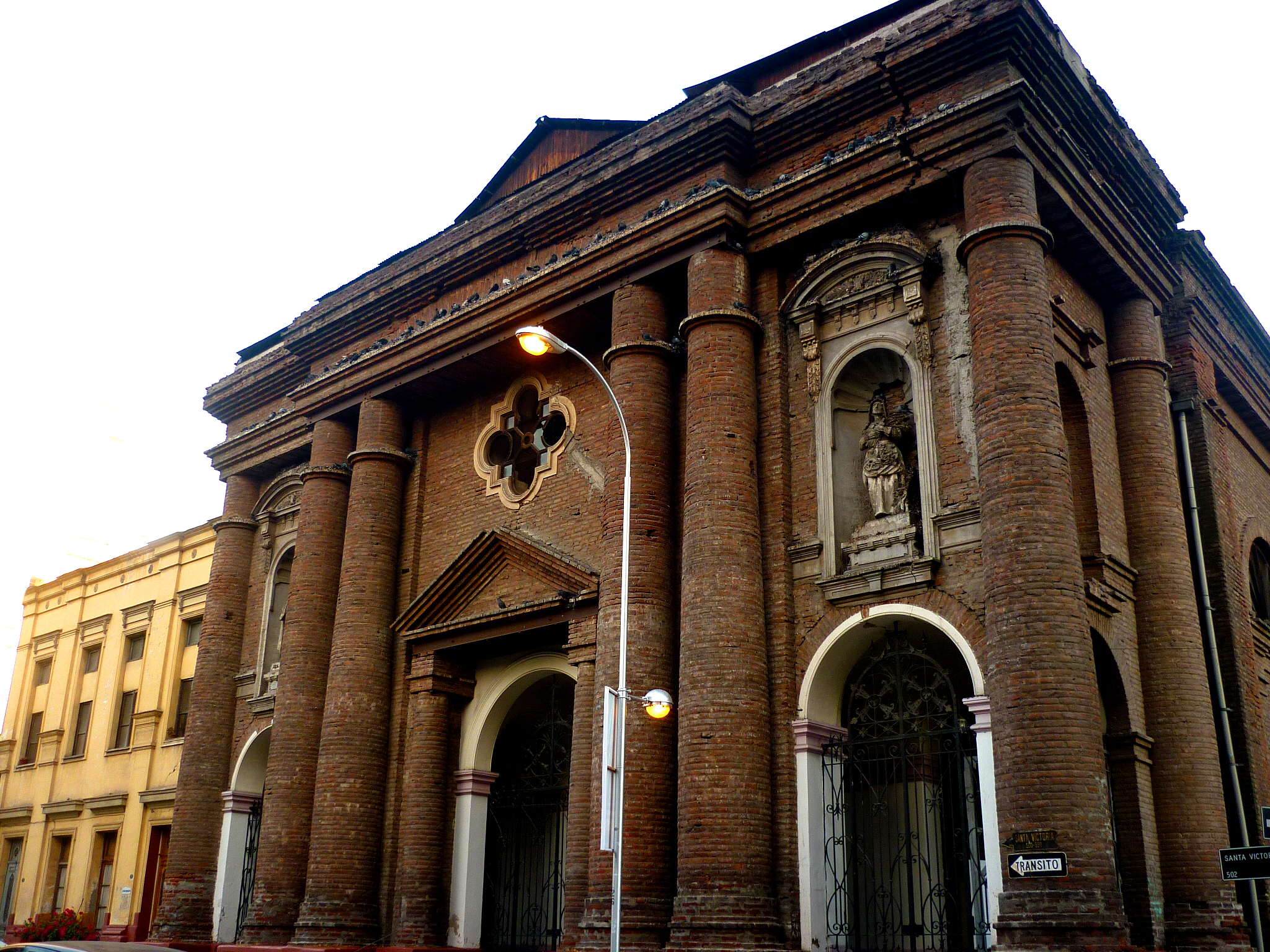
La Parroquia San Isidro Labrador fue fundada el 15 de mayo de 1686 por el obispo de Santiago de Chile de aquella época, Don Diego de Umanzoro. Se construyó con adobe, aislada entre chacra y corrales.

Más tarde, en 1689, llegan las Carmelitas Descalzas gracias a la donación de Francisco Bardesi, a la calle que entonces tomó el nombre de Carmen, siendo conocida como el Callejón de los Perros:
“...la calle ―de Santa Rosa― parecía condenada a presenciar los cuadro más lastimosos de la ciudad, y ahora, para remate, habían dado en venirse por su vía, grupos de escuálidas mulas (ocupadas para llevar los muertos), con el lomo lleno de mataduras, cuya carne viva martirizaba el negro mosquerío del arrabal. Era aquello horripilante. Los mulatos e indiecillos corrían disparándoles pedruzcos; los quiltros salían en jaurías saltándoles a las patas. Los inválidos animales, arrojados del tráfico por inútiles hacia esos rincones de la población, vivían para alimentar sus llagas con calores epidémicos, sin que una mano piadosa se compadeciera de ellos, y su desgracia). Parecía unirse también a aquella otra maldición de ‘las Matadas’ ”.Sady Zanartu
La creciente población extramuros, hace que el cabildo preste atención a la forma en como surgía el trazado de las calles, espontáneo e irregular, que nace debido a que los vecinos abrían cortos callejones a su antojo, y se pide guardar trazo de la ciudad, con el propósito de ordenar las calles como el resto de la ciudad, por lo que se abren transversales entre estas tres calles. 
El 6 de septiembre de 1760, en la comisión de derecho, el Marqués de la Casa Real, y el padrino del lugar, Francisco García Huidobro, con su devoción al glorioso San Isidro quien realizó la gestión para que la calle se prolongara hasta la Alameda, incorporando el barrio a la ciudad, además es él quien manda a construir una iglesia más sólida, de piedra. En ese entonces, cuando escaseaban las lluvias, este santo era sacado en procesión hasta la catedral por sus devotos.
Al pasar el tiempo, la parroquia y la plazuela San Isidro se densifican al lotearse las chacras de Francisco Lira Argomedo, personaje público de la época, que estaba al poniente de la antigua Ollería de los Jesuitas (actual Universidad Católica) y de quien obtuvo su nombre la calle Lira; su chacra era un modelo de cultivo y un lugar de reuniones sociales, él sería quien habría abierto su calle para que tuviera llegada a la Alameda.
En 1856, en la calle Carmen se instaló la Casa de María, en la chacra donada por el pintor Cicarelli. Esta estaba a cargo de la congregación del Salvador creada por Don Blas Cañas Calvo con la ayuda de las Piadosas Damas para socorrer a niñas desvalidas, trasladando a 70 niñas al lugar. Años más tarde, fue terminada la Parroquia Dulce Nombre de María, una de las más bellas y antiguas de Santiago.

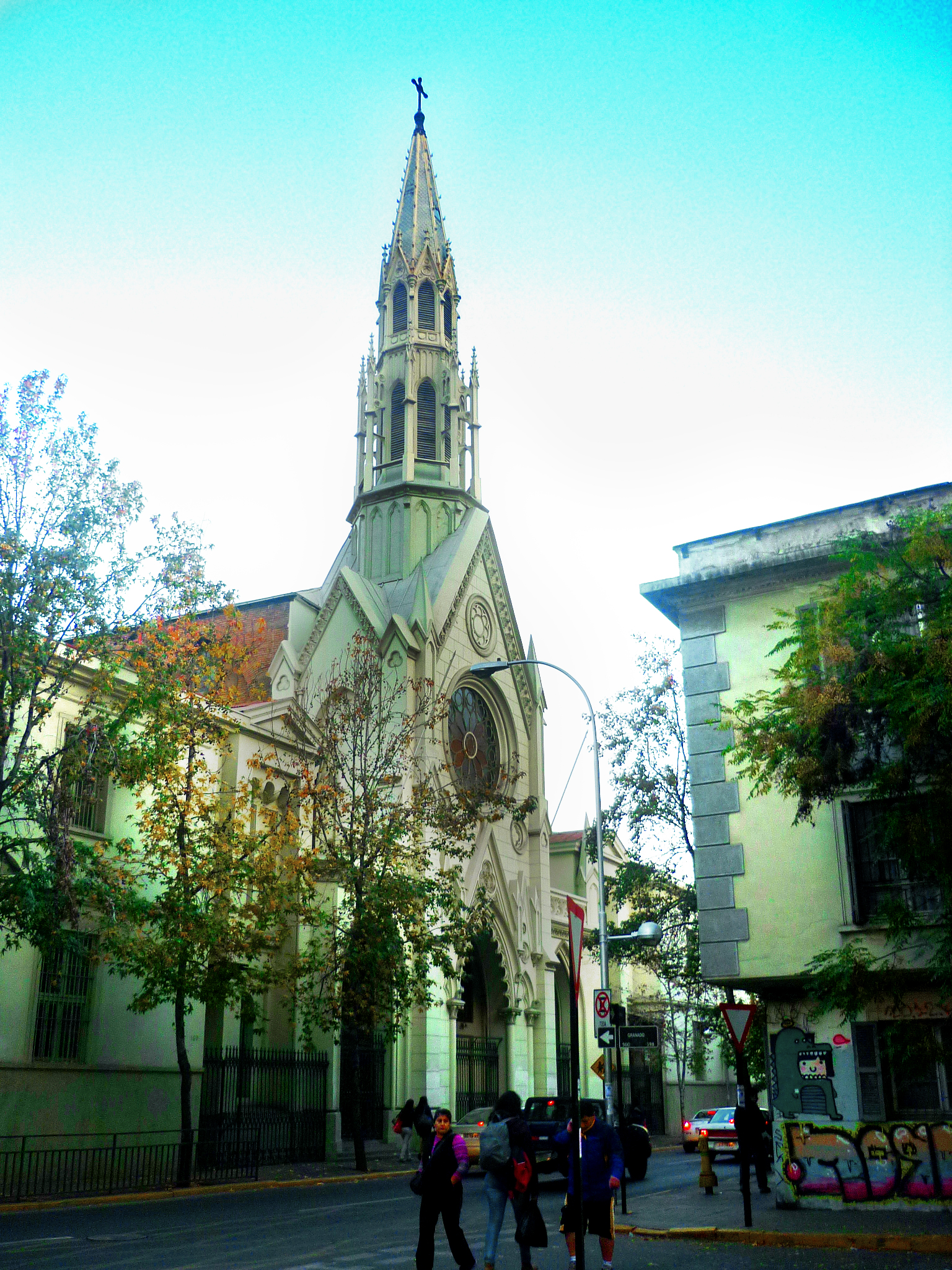
Parroquia Dulce Nombre de María. La historia de la construcción de esta iglesia comienza el 4 de mayo de 1878, cuando el vicario Jorge Montes emitió un decreto religioso en el que da inicio al levantamiento del edificio

En 1888, se levanta la Universidad Católica de Chile, por iniciativa del arzobispo de Santiago, monseñor Mariano Casanova, con el objetivo de ser una institución que integrara la excelencia académica y una formación inspirada en la doctrina cristiana. 
Ya en 1906, específicamente el 10 de marzo, se crea a un costado de la iglesia San Isidro, la Brigada Central de la Policía de Santiago, iniciativa del Prefecto Joaquín Pinto Concha. Tenía como misión atender los servicios extraordinarios de todos los sectores de la ciudad además de los servicios del Congreso, tránsito de la zona central de la ciudad, teatros, imprentas, bailes, paseos públicos, matrimonios, sepelios y reuniones públicas. Para cumplir adecuadamente su misión, debía tener listo un piquete de 20 policías al mando de un oficial para salir en cualquier momento.
El 14 de julio de 1954, pasó a denominarse 19.ª Comisaría Móvil, a la cual se agregaron dos grupos de emergencia y se le sumó la responsabilidad del control del tránsito en carreteras, dotándola de motocicletas. Ante la necesidad de contar con una unidad especializada en la mantención del orden público, el 9 de febrero de 1963 se creó el “Grupo Móvil”, unidad dinámica por excelencia, en constante crecimiento que incorporó el concepto de “acción antidisturbios urbanos”. El 13 de noviembre de 1970, se creó la Prefectura de Servicios Especiales y el 22 de mayo de 1974 pasó a denominarse, definitivamente, Prefectura de Fuerzas Especiales.

## Aspectos culturales
En 1965, específicamente en la Calle Carmen 340, en la casa del pintor Juan Capra, se consolidó un proyecto que los hermanos Parra (Ángel e Isabel) traían desde fuera que era una mezcla de las tradicionales peñas españolas (lugar de reunión popular y bohemia, donde el público generalmente salía a cantar) y las cuevas parisinas donde ellos cantaban junto a su madre Violeta. Fue allí que nació la primera Peña de Chile y la más importante, era punto de encuentro para el movimiento de Nueva Canción. Partieron como un simple taller de artistas varios y luego se transformó en una verdadera academia de las artes, canción y la artesanía. Al transcurrir el tiempo, tuvo comedores, parrón, sala de discos, programa radial, tienda de tejidos, salas de estudio e información. Debe recordarse, también, que entre 1968 y 1973 funcionó un sello llamado Peña de Los Parra y cuyo catálogo, casi todo descontinuado, agrupó álbumes de Tito Fernández, Los Blops, Los Curacas y Charo Cofré.
La Peña de los Parra fue una plataforma, no sólo de promoción de cultura local, sino también del canto comprometido internacional: Paco Ibáñez, César Isella, Mercedes Sosa, Juliette Grecó y Atahualpa Yupanqui. También debutaron en Chile, en 1971, Silvio Rodríguez, Pablo Milanés y Noel Nicola.
El “Golpe” la convirtió en destino fijo de los allanamientos militares. Más tarde, se instaló una importante productora audiovisual con estudio de grabación, productora y distribuidora de cine y televisión, fotografía y productora musical, llamada Filmocentro. Con el reinicio de la democracia, pasó a ser La Fundación Violeta Parra. En marzo de 1992, la Municipalidad de Santiago a cargo del entonces alcalde Jaime Ravinet, se comprometió a la reconstrucción del lugar: “Nos interesa que la casona se convierta en un centro cultural abierto a la ciudadanía”, dijo Ravinet,  para que funcionara allí el Museo Violeta Parra, tan largamente buscado por sus herederos.
La familia Parra terminó por venderle, en el 2003, el histórico inmueble al Partido Comunista, el cual lo utilizó como el centro cultural Gladys Marín. 
Finalmente, fue demolida por el ensanche de la calle Carmen el 24 de abril de 2008, quedando en el olvido junto al desafortunado actuar político comprendido entre 1973 a 1989.
Un nuevo foco de cultura, artesanía y rescate a la música popular chilena surge en 1989 en la esquina de la calle Carmen con la Avenida Libertador Bernardo O’Higgins, la Feria Artesanal Santa Lucía.  Uno de los lugares de preferencia para los turistas en Santiago, la que contiene una amplia cantidad de locales comerciales para adquirir algún trabajo típico de nuestro país e, incluso, de otras partes de Latinoamérica.
El exministro de Cultura, Luciano Cruz-Coke, destacó la recuperación de este lugar para las expresiones artísticas. “El sector que va desde Plaza Baquedano hasta el Cerro Santa Lucía se ha consolidado como un área de fuerte interés cultural y turístico, teniendo como elemento ‘ancla’ el Centro Cultural Gabriela Mistral”, comenta Cruz- Coke. “El legado de Violeta está llamado a constituirse en un polo de atracción propio; más aún si está unido, como se proyecta, al centro cultural argentino, lo cual es un testimonio de la hermandad entre ambos países”, finaliza.  Parte de las declaraciones del exministro de Cultura en el espacio bautizado “La Jardinera”, estará ubicado en Avenida Vicuña Mackenna a pasos de Plaza Italia.

### Algunos artistas y agrupaciones que participaron en la Peña de los Parra
| Artistas            | Artistas            | Artistas                   | Artistas         |
| ------------------- | ------------------- | -------------------------- | ---------------- |
| Ángel Parra         | Isabel Parra        | Violeta Parra              | Roberto Parra    |
| Los Curacas         | Tito Fernández      | Gilbert Favre              | Víctor Jara      |
| Sergio Castillo     | Margot Loyola       | Patricio Manns             | Rolando Alarcón  |
| Santos Chávez       | Cuncumen            | Amerindios                 | Payo Grondona    |
| José María Palacios | Millaray            | Osvaldo Rodríguez Musso    | Rosa Lorca       |
| René Largo          | Hermanas Caracolito | lsaías Angulo              | Críspulo Gándara |
| Homero Caro         | Kiko Álvarez        | Alejandro Lazo             | Alberto Kurapel  |
| Voces Andinas       | Huamarí de Santiago | Los de la Peña             | Piero            |
| Poni Micharvegas    | Marta Contreras     | Osvaldo “Gitano” Rodríguez | Quilapayún       |
| Inti Illimani       | Palito Ortega       | Mercedes Sosa              | Silvio Rodríguez |

### Sitios de interés
- Cerro Santa Lucía
- Feria Artesanal Santa Lucía
- Parroquia San Isidro Labrador
- Parroquia Dulce Nombre de María
- Gran Logia de Chile
- Hoteles, restaurantes, cafeterías, bancos, metro, servicios generales.